# Helius (Helius) ineptus
Helius (Helius) ineptus is een tweevleugelige uit de familie steltmuggen (Limoniidae). De soort komt voor in het Neotropisch gebied.